# Спостерігачі (фільм, 2021)
«Спостерігачі» (оригінальна назва — Вуаєристи; англ. The Voyeurs) — американський еротичний трилер 2021 року режисера Майкла Мохана за власним сценарієм.

## Сюжет
Молода пара, Піппа і Томас, орендує квартиру й помічає, що з їх вікон добре видно квартиру-фотостудію навпроти, в якій чоловік-фотограф, незважаючи на те, що в нього є жінка, під час її відсутності часто займається сексом зі своїми моделями. Спочатку Піппа вважає, що неправильно підглядати за сусідами, навіть якщо вони буквально виставляють себе напоказ, Томас же не вбачає в цьому проблеми.
Піппа працює оптометристом й отримує від боса, доктора Сато, подарунок на новосілля — пташину годівницю.
Піппа купує бінокль, щоби спостерігати за парою у фотостудії. Одного вечора вони бачать, як фотограф зваблює чергову дівчину, і Піппа ініціює секс із Томасом, уявляючи себе на місці моделі. Томас за проханням Піппи майструє пристрій, щоб підслуховувати розмови у квартирі навпроти. Вони стають свідками сварки, де жінка звинувачує чоловіка-фотографа у зраді, але він усе заперечує й маніпулює нею фінансово. Джулія, жінка з квартири навпроти, приходить до Піппи в офтальмологічний кабінет для підбору окулярів, між ними завʼязуються теплі дружні стосунки, і Джулія запрошує її до спа. Там Піппа розповідає, що самореалізовується в улюбленій роботі, а Джулія каже, що вона повністю присвячує себе чоловікові й не може знайти себе, їй важко навіть розібратися з новим безпроводним принтером. Піппа прагне розповісти новій знайомій про невірність її чоловіка. Томас проти того, щоб Піппа так переймалася справами малознайомої людини, але вона анонімно через принтер повідомляє Джулії про зради Себастьяна із зазначенням доказів у ванній кімнаті. Вони бачать, як Джулія збирається вбити чоловіка, лише в останню мить вона зупиняється. Томас сердиться через одержимість підгляданням Піппи, і вона обіцяє припинити спостереження. Але наступного ранку вони помічають, що Себастьян виявляє тіло Джулії у ванній, де вона, очевидно, вчинила самогубство. Томас звинувачує у смерті жінки Піппу й залишає її.
Піппа продовжує спостерігати за Себастьяном і йде слідом за ним у бар, де Себастьян підсідає до неї  з питаннями про порно і згодом пропонує їй зробити фото в його студії. Піппа погоджується, і її фотосесія закінчується сексом із Себастьяном, єдиним її проханням був презерватив. В цей час Томас повертається додому, щоб помиритися, не знаходить Піппу, пʼє свій улюблений напій, доливає з цієї ж пляшки в поїлку пташиної годівниці й помічає, що Піппа зраджує йому з Себастьяном. Вранці Піппа знаходить Томаса повішеним.
Піппа, не зважаючи на траур, знову хоче побачити Себастьяна й іде на відкриття його виставки, де виявляє, що Джулія жива, а вона й Томас самі були об'єктом спостереження для Себастьяна і Джулії. Вони створили показову провокативну історію свого життя та спостерігали за реакцією сусідів, зробивши з цього феноменальну фотовиставку й заробивши багато грошей. Тема виставки — проблема приватності в сучасному світі. Виявляється, у договорі оренди квартири, який підписали Томас і Піппа, був пункт про згоду на фотозйомку, та вони неуважно читали, як і більшість людей. Засмучена Піппа вирішує з'їхати з квартири й помічає мертвих птахів під годівницею.
Себастьян і Джулія, повернувшись увечері додому, знаходять під дверима черговий подарунок від своїх шанувальників — пляшку вина. Коли вони п'ють вино, на принтер приходить повідомлення від Піппи про те, що вона знає, що вони вбили Томаса. Кинувшись за Піппою, вони наздоганяють її в офтальмологічному кабінеті, де Піппа говорить їм, що хоч у неї немає доказів, вона здогадалася, що це Джулія отруїла Томаса, інсценувавши його самогубство, поки сама Піппа займалася сексом з Себастьяном, і що це вона, Піппа, залишила їм пляшку отруєного вина під дверима, після чого Джулія й Себастьян втрачають свідомість, а Піппа, використавши лазерне випалювання, позбавляє їх зору.

## У ролях
| Актор              | Роль           |
| ------------------ | -------------- |
| Сідні Свіні        | Піппа          |
| Джастіс Сміт       | Томас          |
| Бен Гарді          | Себастьян      |
| Наташа Лю Бордіццо | Джулія / Марго |
| Джин Юн            | доктор Сато    |

## Критика
Фільм отримав неоднозначні відгуки як від критиків, так і від глядачів: Rotten Tomatoes дав оцінку 44 % на основі 34 відгуків від критиків і 45 % від більш ніж 250 глядачів.